# Province de Nor Carangas
La province de Nor Carangas (en espagnol : Provincia de Nor Carangas) est une des 16 provinces du département d'Oruro, en Bolivie. Son chef-lieu est Huayllamarca.